# Tělovýchovná jednota Sparta ČKD Praha 1971-1972
Questa voce raccoglie le informazioni riguardanti il Tělovýchovná jednota Sparta ČKD Praha nelle competizioni ufficiali della stagione 1971-1972.

## Stagione
Lo Sparta Praga raggiunge il sesto posto torneo nazionale vincendo la coppa cecoslovacca. Gioca la Coppa Mitropa ma totalizza 4 sconfitte su 4 partite giocate terminando la competizione alla fase a gironi.

## Calciomercato
Vengono acquistati Pavlicek, Pesice e Kara. Kara aveva avuto esperienze in passato con Pardubice e Kladno. L'estremo difensore Kislinger viene ceduto in prestito al Dukla Praga.

## Rosa
| N. |                           | Ruolo | Calciatore         |
| -- | ------------------------- | ----- | ------------------ |
|    | Cecoslovacchia (bandiera) | P     | Vladimir Brabec    |
|    | Cecoslovacchia (bandiera) | P     | Antonin Kramerius  |
|    | Cecoslovacchia (bandiera) | P     | Jan Pavlicek       |
|    | Cecoslovacchia (bandiera) | D     | Václav Migas       |
|    | Cecoslovacchia (bandiera) | D     | Jan Tenner         |
|    | Cecoslovacchia (bandiera) | D     | Pavel Melichar     |
|    | Cecoslovacchia (bandiera) | D     | Tibor Semendak     |
|    | Cecoslovacchia (bandiera) | D     | František Chovanek |
|    | Cecoslovacchia (bandiera) | D     | Oldřich Urban      |
|    | Cecoslovacchia (bandiera) | D     | Vladimir Táborsky  |

| N. |                           | Ruolo | Calciatore       |
| -- | ------------------------- | ----- | ---------------- |
|    | Cecoslovacchia (bandiera) | C     | Svatopluk Bouska |
|    | Cecoslovacchia (bandiera) | C     | Václav Vrana     |
|    | Cecoslovacchia (bandiera) | C     | Petr Uličný      |
|    | Cecoslovacchia (bandiera) | C     | Josef Pesice     |
|    | Cecoslovacchia (bandiera) | C     | Bohumil Veselý   |
|    | Cecoslovacchia (bandiera) | A     | Václav Mašek     |
|    | Cecoslovacchia (bandiera) | A     | Vladimir Kara    |
|    | Cecoslovacchia (bandiera) | A     | Jaroslav Barton  |
|    | Cecoslovacchia (bandiera) | A     | Josef Jurkanin   |